# Velia Titta
("La vedova di Giacomo Matteotti al popolo italiano")
Velia Titta (Roma, 12 gennaio 1890 – Roma, 5 giugno 1938) è stata una poetessa e romanziera italiana.
Sorella del baritono Titta Ruffo, fu moglie del politico socialista Giacomo Matteotti.

## Biografia

### La formazione e il matrimonio
Nacque, ultima di sei figli, a Roma, il 12 gennaio 1890, dove il padre, Oreste Titta, proveniente da Pisa, aveva avviato un'officina per la lavorazione del ferro battuto. Nel 1900 il padre, uomo irrequieto e di idee anarchiche, si staccò dalla famiglia, per convivere con un'altra donna. La madre, Amabile Sequenza, religiosa e dedita ai doveri domestici, morì nel 1904, quando Velia era appena quattordicenne. Le fece veci di padre il fratello Ruffo, di tredici anni maggiore, baritono famoso con lo pseudonimo di Titta Ruffo. Studiò in scuole e collegi religiosi, conseguendo la licenza alla Scuola Normale femminile di Pisa.
Conobbe Giacomo Matteotti nel 1912 durante una vacanza a Boscolungo (Abetone). L'8 gennaio 1916 la coppia si unì in matrimonio in Campidoglio, senza pompa e col solo rito civile. In questo Velia accondiscese al desiderio di Giacomo, malgrado la sua formazione religiosa. L'unione si rivelò felicissima, solo turbata dai timori di Velia che l'impegno politico del marito gli recasse danno. Già in una lettera del 7 giugno 1916 gli scriveva: "ma tu non voler essere audace; hai dei nemici".
Dal matrimonio nacquero tre figli, Giancarlo (19 maggio 1918), Gianmatteo (17 febbraio 1921) e Isabella (7 agosto 1922).
La vicenda familiare, nelle parole dei due coniugi, emerge da «oltre seicentocinquanta lettere, che coprono quattro anni di fidanzamento (1912-1916) e otto di matrimonio».

### I rapporti con il regime fascista
Il 10 giugno 1924 Giacomo Matteotti venne sequestrato e ucciso da una banda fascista guidata da Amerigo Dumini, uomo molto legato a Cesare Rossi, capo dell’ufficio stampa della Presidenza del Consiglio, che frequentava liberamente Palazzo Montecitorio, la direzione del Partito fascista e Palazzo Chigi.  La ricerca della verità indusse Velia a recarsi, nel pomeriggio del 14 giugno 1924, dall'allora capo del governo Benito Mussolini, con cui ebbe un brevissimo colloquio. La stessa Velia ne parla in una lettera a Gaetano Salvemini con datazione incerta (1926/1927): scrive che si trattò di poche parole. Il colloquio si svolse in piedi «senza alcun protocollo, senza silenzi, senza teatralità, ma in tutta la completa atmosfera di colpa di fronte al delitto. Mussolini non era commosso, né altro. Era spettro di terrore; io non implorai; domandai con poche parole fredde e sicure, alle quali egli oppose risposte che fedelmente non ricordo, ma fredde anch’esse. Le sicure che rammento sono queste: “un filo di speranza c’è. Io farò il mio dovere di cittadino”» .
Il corpo di Matteotti fu ritrovato soltanto due mesi dopo, il 16 agosto, in una località del comune di Riano. Velia in quel momento si trovava a Roccaraso, dove aveva trascorso l'ultima vacanza con Giacomo ed i figli. Lo stesso giorno, il riconoscimento della salma fu fatto presso il cimitero di Riano. Erano presenti, tra gli altri, i cognati di Velia e i deputati Filippo Turati ed Enrico Gonzales. Turati scrisse ad Anna Kuliscioff: «Tutto è distrutto. Non c’è più neppure lo scheletro, ma soltanto tibie, femori, costole, ossa disperse e il teschio». Nonostante il parere contrario dei dirigenti socialisti, Velia volle rispettare la volontà di Giacomo di riposare a Fratta Polesine, suo paese di origine, vicino ai suoi fratelli, anche perché temeva che un funerale a Roma avrebbe potuto produrre incidenti ed altri lutti. Velia acconsentì quindi all’immediato trasporto a Fratta Polesine dalla stazione di Monterotondo. Tuttavia Velia pretese che nessun fascista presenziasse alla partenza del feretro dalla stazione e che nessuna autorità accompagnasse la salma fino al luogo della sepoltura, nel cimitero di Fratta Polesine: «Chiedo che nessuna rappresentanza della milizia fascista sia di scorta al treno, nessun milite fascista di qualunque grado o carica, comparisca, nemmeno sotto forma di funzionario in servizio. Chiedo che nessuna camicia nera si mostri davanti al feretro e ai miei occhi durante tutto il viaggio e a Fratta Polesine fino a tanto che la salma sarà sepolta. Voglio viaggiare come semplice cittadina italiana che compie i suoi doveri, per potere esigere i suoi diritti, quindi nessuna vettura salone, nessuno scompartimento riservato, nessuna agevolazione o privilegio, ma nessuna disposizione per modificare il percorso del treno, quale risulta dall’orario di dominio pubblico. Se ragioni di ordine pubblico impongono un servizio d’ordine, detto servizio sia affidato solamente ai soldati Italiani».
il presidente della Camera dei deputati Alfredo Rocco ed il vice presidente del Senato Vittorio Italico Zupelli dovettero limitarsi a salutare la salma del parlamentare sul binario della stazione di Monterotondo.
Fino allo svolgimento del processo dinanzi all’Alta Corte di Giustizia, Velia Titta si costituì parte civile a nome dei tre figlioletti rimasti orfani. In seguito però Velia Titta, pur facendo le più ampie riserve per l'esercizio delle azioni civili a lei spettanti nei confronti di tutti gli imputati, non intese avallare il depistaggio con cui le indagini sul delitto finirono a Chieti con un rinvio a giudizio compiacente e circoscritto agli autori materiali dell'omicidio del marito: perciò revocò la costituzione di parte civile a Giuseppe Emanuele Modigliani.
(Velia Matteotti al Presidente della Corte di Assise di Chieti)
Il 29 marzo 1926 incaricò Pasquale Galliano Magno di seguire le pratiche per la restituzione delle cose sequestrate nel corso dell'istruttoria: con l'istanza, scritta di suo pugno e datata 29 marzo 1926, Velia Matteotti lamentava che non le era stato ancora restituito “ciò che apparteneva al suo defunto marito” e che “si trattava di altissimo valore morale specialmente per la vedova e gli orfani del defunto”. E più oltre scriveva: ”Salvo errore le cose da restituire sono le seguenti: -lettera ferroviaria -una ciocca di capelli -falangetta -giacca e pantaloni (compresa la manica staccata)”. A conclusione dell'istanza dichiarava: “la sottoscritta delega per il ritiro di quanto sopra l'avv. Pasquale Galliano Magno di Chieti”.

### Gli ultimi anni e la morte
Passò gli anni della vedovanza tra Fratta Polesine, con i figli e la suocera Isabella Garzarolo, e Roma.
Successivamente al processo di Chieti, il controllo delle autorità fasciste sulla famiglia Matteotti fu sempre strettissimo, provocando una dura protesta della vedova, che chiedeva libertà e rispetto. Rimasta sola, Velia subì le malversazioni dell'amministratore delle tenute di famiglia: risolse quindi di vendere le proprietà e di acquistare una grossa proprietà agricola. Per conseguire questo risultato si indebitò tanto che non sarebbe riuscita a far fronte al pagamento, senza la concessione di un grosso prestito a tasso agevolato: sembra certo che per la concessione del credito sia intervenuto lo stesso Mussolini, il quale trovò poi modo di rendere nota la vicenda.

(Marco Brunazzi, recensione a: Giuseppe Tamburrano, Giacomo Matteotti. Storia di un doppio assassinio, 2004)
Come emerge dai rapporti di polizia, nel 1936 la vedova vendette tutte le sue proprietà e fu in grado di estinguere il mutuo contratto con un istituto di Torino.
Si spense a Roma il 5 giugno 1938, a soli 48 anni, per i postumi di un'operazione chirurgica. Anche in occasione dei suoi funerali, svoltisi in forma strettamente privata a Fratta Polesine, le autorità fasciste disposero una sorveglianza minuziosa. Fu sepolta a Fratta Polesine.
Dopo la sua morte, i suoi tre figli furono affidati a Casimiro Wronowski, marito della sorella Nella Titta, madre della partigiana e giornalista Francesca Laura Fabbri Wronowski.

## Le opere
Già nel 1908 aveva pubblicato due libriccini di versi, È l'alba e Primi versi, che risentono di influenze pascoliane e dannunziane. Nel 1920 uscì, per i tipi della casa editrice Fratelli Treves di Milano, il romanzo L'idolatra, pubblicato con lo pseudonimo di Andrea Rota, che suscitò ampio consenso. Lavorò poi ad un altro romanzo, senza però portarlo a termine.